# Erik Rutan
Erik Rutan, född 10 juni 1971 i New Jersey, är en amerikansk metalmusiker. Han är sångare och gitarrist i Hate Eternal och sedan februari 2021 sologitarrist i Cannibal Corpse. Rutan har producerat en lång rad musikalbum, bland annat för Cannibal Corpse, Six Feet Under, Morbid Angel och Goatwhore. 

## Diskografi (urval)

### Hate Eternal
Studioalbum
- 1999 – Conquering the Throne
- 2002 – King of All Kings
- 2005 – I, Monarch
- 2008 – Fury & Flames
- 2011 – Phoenix Amongst the Ashes
- 2015 – Infernus
- 2018 – Upon Desolate Sands

### Cannibal Corpse
Studioalbum
- 2021 – Violence Unimagined